# Saint-Paul-en-Forêt
Saint-Paul-en-Forêt är en kommun i departementet Var i regionen Provence-Alpes-Côte d'Azur i sydöstra Frankrike. Kommunen ligger i kantonen Fayence som tillhör arrondissementet Draguignan. År 2022 hade Saint-Paul-en-Forêt 1 747 invånare.

## Befolkningsutveckling
Antalet invånare i kommunen Saint-Paul-en-Forêt
| Referens: INSEE |